# Narkevîci
Narkevîci (în ucraineană Наркевичі) este o așezare de tip urban din raionul Volocîsk, regiunea Hmelnîțkîi, Ucraina. În afara localității principale, mai cuprinde și satul Iuhîmivți.

## Demografie
Componența lingvistică a așezării de tip urban Narkevîci
     Ucraineană (97,37%)
     Rusă (2,58%)
Conform recensământului din 2001, majoritatea populației așezării de tip urban Narkevîci era vorbitoare de ucraineană (97,37%), existând în minoritate și vorbitori de rusă (2,58%).